# Chip 'N Dale: Rescue Rangers
Chip 'N Dale: Rescue Rangers (Japans: チップとデールの大作戦") is een videospel dat werd ontwikkeld door Capcom. Het spel kwam in 1990 als arcadespel en voor het platform Nintendo Entertainment System. Het spel is een zijwaarts scrollend actiespel. De speler bestuurt een team en moet verschillende missies uitvoeren. Het doel van het spel is het verdwenen poesje van het buurmeisje Mandy te vinden. Gedurende het spel wordt duidelijk dat Fatcat hierachter zit en dat hij de hele stad over wil nemen. Het spel kan met de joystick of gamepad bestuurd worden.

## Ontvangst
| Beoordeeld door                | Jaar | Platform | Score |
| ------------------------------ | ---- | -------- | ----- |
| Mean Machines                  | 1992 | NES      | 88%   |
| The DOS Spirit                 | 2011 | NES      | 83%   |
| Quebec Gamers                  | 2005 | NES      | 82%   |
| Retro4Ever                     | 2014 | NES      | 82%   |
| Jeuxvideo.com                  | 2011 | NES      | 80%   |
| VideoGame                      | 1991 | NES      | 80%   |
| HonestGamers                   | 1998 | NES      | 80%   |
| ASM (Aktueller Software Markt) | 1992 | NES      | 75%   |
| NES Center                     | 2001 | NES      | 65%   |
| The Video Game Critic          | 2001 | NES      | 25%   |